# How to Win at Checkers (Every Time)
How to Win at Checkers (Every Time) é um filme de drama tailandês de 2015 dirigido e escrito por Josh Kim e Rattawut Lapcharoensap. Foi selecionado como representante da Tailândia à edição do Oscar 2016, organizada pela Academia de Artes e Ciências Cinematográficas.

## Elenco
- Toni Rakkaen - adulto Oat
- Ingkarat Damrongsakkul - Oat
- Thira Chutikul - Ek
- Jinn Jinna Navarat - Jai
- Natarat Lakha - Kitty
- Kowit Wattanakul - Sia
- Nuntita Khampiranon - cantora
- Michael Shaowanasai
- Anawat Patanawanichkul - Junior
- Vatanya Thamdee